# Nghĩa Phú, thành phố Quảng Ngãi
Nghĩa Phú là một xã cũ thuộc thành phố Quảng Ngãi, tỉnh Quảng Ngãi, Việt Nam.

## Địa lý
Xã Nghĩa Phú nằm ở hữu ngạn sông Trà Khúc và tả ngạn sông Phú Thọ, có vị trí địa lý:
- Phía đông giáp xã Nghĩa An
- Phía nam giáp xã Nghĩa Hà
- Phía tây giáp xã Nghĩa Hà
- Phía bắc giáp các xã Tịnh Long, Tịnh Khê.

## Lịch sử
Trong thời gian Việt Nam cộng hòa quản lý, từ năm 1958, vùng đất này thuộc xã Tư Hiền, quận Tư Nghĩa, tỉnh Quảng Ngãi. Các thôn thuộc xã Tư Hiền được đổi gọi là ấp. Trong khi đó, chính quyền kháng chiến vẫn giữ cách gọi cũ là xã Nghĩa An.
Cuối năm 1975, huyện Tư Nghĩa và thị xã Quảng Ngãi hợp nhất thành thị xã Quảng Nghĩa thuộc tỉnh Nghĩa Bình, xã Nghĩa An thuộc thị xã Quảng Nghĩa.
Năm 1981, xã Nghĩa An thuộc huyện Tư Nghĩa mới tái lập.
Năm 1983, một phần diện tích và dân số của xã Nghĩa An được tách ra để thành lập xã Nghĩa Phú.
Ngày 12 tháng 12 năm 2013, Thủ tướng Chính phủ Việt Nam ký Nghị quyết số 123/NQ-CP có nội dung sáp nhập Nghĩa Phú vào địa phận thành phố Quảng Ngãi.

## Hành chính
Xã Nghĩa Phú được chia thành 4 thôn : Cổ Luỹ Bắc (Vĩnh Thọ), Cổ Luỹ Nam, Cổ Luỹ Làng Cá, Thanh An (Phú Thọ).